# Озмиш-тегін
Озмиш-тегін (д/н — 743) — 11-й каган Другого Східнотюркського каганату у 742—743 роках.

## Життєпис
Походив з династії Ашина. Син Пан Кюль-тегіна, шада. При народженні отримав ім'я Усумиш. Разом з батьком брав участь у поході проти Тенгрі-кагана, якого повалили. Владу в каганаті захопили батько й син, поставивши номінальним каганом сина Більге (ім'я невідоме), що став 7-м володарем. Але того ж року Пан Кюль-тегін зазнав поразки від Кутлуга-ябгу, який захопив владу.
Усумиш зміг врятуватися. 742 року після повалення Кутлуг-ябгу басмилами на чолі з Альп-Більге-каганом кинув останньому виклик, оголосивши себе каганом під ім'ям Озмиш. Його підтримали східні аймаки. Невдовзі почався загальний розгардіяш у каганаті, оскільки карлуки й уйгури прагнули до незалежності. В результаті декілька груп підданих Озмиша втекли до імперії Тан. Імператор Сюань-цзун запросив до себе на службу й Озмиша, але той відмовився. У відповідь танський військовик Ван Чжунсі спробував захопити кагана.
743 року після двох нищівних поразок від уйгурів і Аль-Більге-кагана Озмиш-тегін зрештою потрапив у полон до уйгурів, де був страчений. Голову його передано танському імператору. Владу перебрав брат загиблого Баймей-хан.